# レチ・クルバノフ
レチ・クルバノフ（Lechi Kurbanov、男性、1978年4月9日 - ）は、ロシア（実家はチェチェン共和国）出身の空手家。身長180cm、体重95kg。極真会館（松井派）所属。参段。
得意技は後ろ回し蹴り。本人曰く、「極真の心を見せ、美しい試合をする」とのこと。

## 来歴
- 2002年全日本ウエイト制重量級で優勝し、強豪選手を次々と倒し、注目をあびる。
- 2002年8月10日、一撃でロイド・ヴァン・ダムとカラテマッチで対戦し、判定勝ち。
- 2002年オールアメリカン大会に於いて、準優勝する。
- 2003年11月1日から3日にかけて開催された極真会館（松井派）「第8回全世界空手道選手権大会」に出場し、5位入賞。
- 2004年5月30日、一撃でビッグファムと対戦し、一本勝ち。60kgの体重差をものともせず勝利した。
- 2005年5月1日、第3回全世界ウェイト制空手道選手権大会 重量級に出場。3試合連続で左上段後ろ回し蹴りで一本勝ちを収めたが、決勝でエヴェルトン・テイシェイラに再延長判定0-5負け。
- 2007年11月16日から18日にかけて開催された極真会館（松井派）「第9回全世界空手道選手権大会」に出場。4回戦でイリア・カルペンコに右上段回し蹴りで一本負け。試割りでは、世界タイ記録となる31枚を記録した。
- 2013年引退試合をキックルールで勝利し、現役から引退した。

## 戦績

### 空手
| 勝敗 | 対戦相手                   | 試合結果                       | 大会名                               | 開催年月日    |
| △    | 田中健太郎                 | 2分3R終了 判定0-1              | 一撃 5.30 ICHIGEKI【一撃空手ルール】 | 2005年8月20日 |
| ○    | アレキサンドレ・ロドリゲス | 2R 1:21 合わせ一本             | 一撃 3.19 ICHIGEKI【極真空手ルール】 | 2005年3月19日 |
| ○    | ビッグファム               | 1R 1:00 一本（右後ろ回し蹴り） | 一撃 5.30 ICHIGEKI【カラテマッチ】   | 2004年5月30日 |
| ○    | ロイド・ヴァン・ダム       | 3分3R終了 判定8-0              | 一撃 8.10 ICHIGEKI【カラテマッチ】   | 2002年8月10日 |